# Sphecophilie

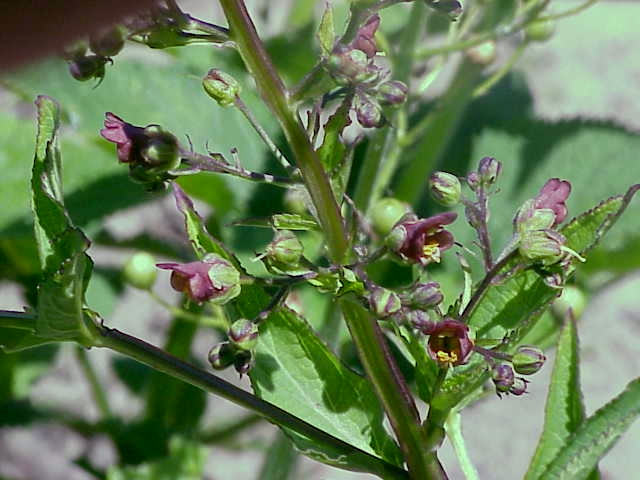
Braunwurz-Arten, wie die Flügel-Braunwurz (Scrophularia umbrosa), werden meist von Wespen bestäubt.

Sphecophilie ist die Anpassung von Blumen (Wespenblumen) an die Bestäubung durch Wespen. Diese Sonderform der Insektenbestäubung (Entomophilie) spielt eine eher untergeordnete Rolle.
Zu den in Mitteleuropa als Bestäuber auftretenden Wespen zählen die Faltenwespen (Vespidae), die Grabwespen (Sphecidae) und die Schlupfwespen (Ichneumonidae). Wespen benötigen den Nektar meist nur für den eigenen Bedarf, nicht jedoch für die Aufzucht der Brut (siehe jedoch Honigwespen (Masarinae)). Daher besuchen sie die Blüten häufig erst im Herbst, nach der Brutzeit.
Die Merkmale, die Wespenblumen auszeichnen, sind:
- Die Farbe der Blumen ist braun, grünlich oder weißlich.
- Die Form der Blumen ist derart, dass der Nektar den kurzen, beißend-leckenden Mundwerkzeugen zugänglich ist.

Die Wespenblumen sind gegenüber den Fliegenblumen nicht scharf abgegrenzt. Dies zeigt sich am Efeu (Hedera helix), der sowohl von Fliegen wie auch Wespen bestäubt wird.
Eine typische Wespenblume ist auch die Blüte der Braunwurz (Scrophularia), die eine Rachenblume darstellt, in die die Wespen gut passen. Mit ihrer Bauchseite berühren sie dabei Staubbeutel und Narbe. Wespen bestäuben auch einige Ragwurz-Arten (Ophrys): die Fliegen-Ragwurz (Ophrys insectifera) wird von Männchen der Grabwespengattung Argorytes bestäubt, die Spiegel-Ragwurz (Ophrys speculum) durch Männchen der Dolchwespengattung Campsoscolia.

## Belege
- Peter Leins: Blüte und Frucht. Morphologie, Entwicklungsgeschichte, Phylogenie, Funktion, Ökologie. E. Schweizerbart’sche Verlagsbuchhandlung, Stuttgart 2000, S. 219, 227–232. ISBN 3-510-65194-4